# ديف أنابل
ديفيد رودمان «ديف» أنابل (بالإنجليزية: Dave Annable)‏ (مواليد 15 سبتمبر 1979) ممثل أمريكي، ومن أبرز أدواره الشهيرة جاستن ووكر مشاركته في المسلسل الدرامي التلفزيونية الاخوة والاخوات (2006).

## روابط خارجية
- ديف أنابل على موقع IMDb (الإنجليزية)
- ديف أنابل على موقع ألو سيني (الفرنسية)
- ديف أنابل على موقع تيرنر كلاسيك موفيز (الإنجليزية)
- ديف أنابل على موقع أول موفي (الإنجليزية)
- ديف أنابل على موقع إن إن دي بي (الإنجليزية)
- ديف أنابل على موقع قاعدة بيانات الفيلم (الإنجليزية)
- ديف أنابل على موقع كينوبويسك (الروسية)